# Castel del Giudice
Castel del Giudice é uma comuna italiana da região do Molise, província de Isérnia, com cerca de 356 habitantes. Estende-se por uma área de 14 km², tendo uma densidade populacional de 25 hab/km². Faz fronteira com Ateleta (AQ), Capracotta, Gamberale (CH), San Pietro Avellana, Sant'Angelo del Pesco.

## Demografia
| Variação demográfica do município entre 1861 e 2011                               |
|                                                                                   |
| Fonte: Istituto Nazionale di Statistica (ISTAT) - Elaboração gráfica da Wikipedia |